# Oscar Boeira
Oscar Boeira (Porto Alegre, 1883 — Porto Alegre, 13 de fevereiro de 1943) foi um pintor brasileiro.

## Biografia
De família abastada, Oscar Boeira era o único homem entre sete filhos. De início um pintor acadêmico, em 1909 foi para o Rio de Janeiro, onde estudou na Academia Nacional de Belas Artes e foi colega de Rodolfo Amoedo e aluno de Eliseu Visconti, cujo estilo impressionista o influenciou.
De 1914 a 1917, ele lecionou, sem remuneração, na maior parte do tempo, na antiga Escola de Belas Artes de Porto Alegre, atual Instituto de Artes da Universidade Federal do Rio Grande do Sul, a convite de Libindo Ferraz. Também deu aulas particulares de pintura em seu ateliê.
Introvertido e dono de uma autocrítica feroz, Boeira distribuiu boa parte da obra que produziu. Nunca realizou exposição individual e vendeu um único quadro em vida, Manhã de Bruma, um óleo sobre tela de 1918. A obra foi escolhida e adquirida pessoalmente pelo então governador do Rio Grande do Sul, Getúlio Vargas, mais tarde presidente da República.
Paisagista, destacou-se nas Exposições de 1929, na de 1935, no pavilhão cultural do centenário da Revolução Farroupilha, e no 1° Salão do Instituto de Belas Artes, em 1939.
Em sua homenagem, uma das salas de exposição do Museu de Arte do Rio Grande do Sul Ado Malagoli (MARGS), no segundo pavimento, leva seu nome: Sala Oscar Boeira. Há também a Praça Oscar Boeira, no bairro Auxiliadora da cidade de Porto Alegre, em que há uma escultura do pintor, criada por Cláudio Martins Costa.